# Halowe Mistrzostwa Europy w Lekkoatletyce 1984 – bieg na 1500 m mężczyzn
Bieg na 1500 metrów mężczyzn – jedna z konkurencji biegowych rozgrywanych podczas halowych lekkoatletycznych mistrzostw Europy w  hali Scandinavium w Göteborgu. Eliminacje zostały rozegrane 3 marca, a bieg finałowy 4 marca 1984. Zwyciężył reprezentant Szwajcarii Peter Wirz. Tytułu zdobytego na poprzednich mistrzostwach nie obronił Thomas Wessinghage z Republiki Federalnej Niemiec, który tym razem zdobył brązowy medal.

## Rezultaty

### Eliminacje
Rozegrano 2 biegi eliminacyjne, do których przystąpiło 16 biegaczy. Awans do finału dawało zajęcie jednego z dwóch pierwszych miejsc w swoim biegu (Q). Skład finału uzupełniło czterech zawodników z najlepszym czasem wśród przegranych (q).
Opracowano na podstawie materiału źródłowego.
Bieg 1
| Miejsce | Zawodnik            | Czas    | Uwagi |
| ------- | ------------------- | ------- | ----- |
| 1       | José Manuel Abascal | 3:42,64 | Q     |
| 2       | Antti Loikkanen     | 3:42,91 | Q     |
| 3       | Jaime López         | 3:43,67 |       |
| 4       | Claudio Patrignani  | 3:43,99 |       |
| 5       | Didier Bégouin      | 3:44,19 |       |
| 6       | Andreas Baranski    | 3:44,23 |       |
| 7       | Jonas Lundström     | 3:57,04 |       |
| 8       | Mirosław Żerkowski  | 3:49,11 |       |

Bieg 2
| Miejsce | Zawodnik           | Czas    | Uwagi |
| ------- | ------------------ | ------- | ----- |
| 1       | Riccardo Materazzi | 3:42,62 | Q     |
| 2       | Michel Wijnsberghe | 3:42,76 | Q     |
| 3       | Thomas Wessinghage | 3:42,94 | q     |
| 4       | Robert Nemeth      | 3:43,16 | q     |
| 5       | Peter Wirz         | 3:43,30 | q     |
| 6       | Grzegorz Basiak    | 3:43,61 | q     |
| 7       | Moisés Fernández   | 3:43,84 |       |
| 7       | Igor Kristensen    | 3:47,11 |       |

### Finał
Opracowano na podstawie materiału źródłowego.
| Miejsce | Zawodnik            | Czas    |
| ------- | ------------------- | ------- |
| 1       | Peter Wirz          | 3:41,35 |
| 2       | Riccardo Materazzi  | 3:41,57 |
| 3       | Thomas Wessinghage  | 3:41,75 |
| 4       | Antti Loikkanen     | 3:42,42 |
| 5       | Grzegorz Basiak     | 3:42,71 |
| 6       | Robert Nemeth       | 3:43,28 |
| –       | Michel Wijnsberghe  | DQ      |
| –       | José Manuel Abascal | DNS     |